# Selim Zilkha
Selim Zilkha (7. dubna 1927 – 16. září 2022) byl původem irácký podnikatel.
Narodil se do židovské rodiny v Bagdádu, jeho otcem byl bankéř Khedouri Zilkha. Vyrůstal v Libanonu, Egyptě a následně ve Spojených státech amerických. Roku 1945 sloužil v americké armádě. V letech 1947 až 1960 pracoval v rodinné firmě Zilkha & Sons. Později se usadil ve Spojeném království, kde roku 1961 založil společnost Mothercare. Firmu prodal roku 1982. Později, počínaje rokem 2001, vlastnil vinařství Laetitia v Kalifornii. Jeho synem je podnikatel Michael Zilkha.
Zemřel v roce 2022 v jižní Kalifornii ve věku 95 let.